# Lantéfontaine
Lantéfontaine é uma comuna francesa na região administrativa de Grande Leste, no departamento de Meurthe-et-Moselle. Estende-se por uma área de 8,06 km². Em 2010 a comuna tinha 774 habitantes (densidade: 96 hab./km²).